# Klátova Nová Ves
Klátova Nová Ves es un municipio del distrito de Partizánske en la región de Trenčín, Eslovaquia, con una población estimada a final del año 2024 de 1596 habitantes.
Se encuentra ubicado al sur de la región, cerca del río Nitra (cuenca hidrográfica del Danubio) y de la frontera con la región de Nitra.

## Demografía
| Año        | 1994 | 2004    | 2014    | 2024    |
| ---------- | ---- | ------- | ------- | ------- |
| Población  | 1578 | 1571    | 1618    | 1596    |
| Diferencia |      | −0,44 % | +2,99 % | −1,35 % |

| Año        | 2023 | 2024    |
| ---------- | ---- | ------- |
| Población  | 1589 | 1596    |
| Diferencia |      | +0,44 % |